# چهل‌قاضی
چهل‌قاضی جماعت و شهرکی در شمال غربی تاجیکستان است که در ناحیهٔ اسفره ولایت سغد قرار دارد. جمعیت این جماعت ۱۲٬۱۵۰ نفر است.